# Naufragella spinibarbata
Naufragella spinibarbata är en svampart som först beskrevs av Jørg. Koch, och fick sitt nu gällande namn av Kohlm. & Volkm.-Kohlm. 1998. Naufragella spinibarbata ingår i släktet Naufragella och familjen Halosphaeriaceae.   Inga underarter finns listade i Catalogue of Life.